# Тарим (город)
Тарим (араб. تريم‎) — город в Йемене. Расположен на востоке центральной части страны, в мухафазе Хадрамаут.

## История
Тарим является одним из древних центров изучения ислама и считается одним из наиболее религиозных и патриархальных районов страны. В городе имеется множество мечетей, одна из которых (мечеть Сирджис) относится к VII веку. Одну из наиболее известных мечетей города — Аль-Мухда венчает 46-метровый минарет — самый высокий в Йемене. Интересны также библиотеки Аль-Кафф при мечети Аль-Джам, где собраны более 5000 рукописей, покрывающих такие области знаний как религия, астрономия, история, математика, логика, медицина, биографии и т. д. Город известен также многочисленными дворцами и особняками местной элиты XIX века.

## География
Город находится в 176 км к северу от побережья Аравийского моря и в 540 км к востоку от столицы страны, города Сана. Данная территория характеризуется скалистыми плато высотой до 900 м, разделёнными долинами.

## Климат
| Показатель                    | Янв. | Фев. | Март | Апр. | Май  | Июнь | Июль | Авг. | Сен. | Окт. | Нояб. | Дек. | Год  |
| ----------------------------- | ---- | ---- | ---- | ---- | ---- | ---- | ---- | ---- | ---- | ---- | ----- | ---- | ---- |
| Средний суточный максимум, °C | 24,1 | 25,4 | 27,7 | 29,7 | 32,1 | 33,7 | 32,6 | 32,0 | 31,0 | 29,3 | 27,0  | 25,4 | 29,2 |
| Средняя температура, °C       | 18,9 | 20,1 | 22,5 | 24,5 | 27,1 | 28,4 | 27,7 | 27,2 | 26,3 | 23,6 | 21,2  | 20,0 | 24,0 |
| Средний суточный минимум, °C  | 13,7 | 14,9 | 17,3 | 19,4 | 22,1 | 23,2 | 22,8 | 22,4 | 21,7 | 18,0 | 15,4  | 14,6 | 18,8 |
| Норма осадков, мм             | 10   | 6    | 17   | 11   | 3    | 0    | 2    | 3    | 0    | 0    | 7     | 9    | 68   |
| Источник:                     |      |      |      |      |      |      |      |      |      |      |       |      |      |

## Население
По данным на 2013 год численность населения города составляла 59 964 человека.
Динамика численности населения города по годам:
| 2004   | 2013   |
| ------ | ------ |
| 47 674 | 59 964 |

## Транспорт
Ближайший к городу аэропорт находится в 30 км от Тарима, в городе Сайвун, откуда осуществляются рейсы в Джидду, Абу-Даби, Сану и др.

## Галерея

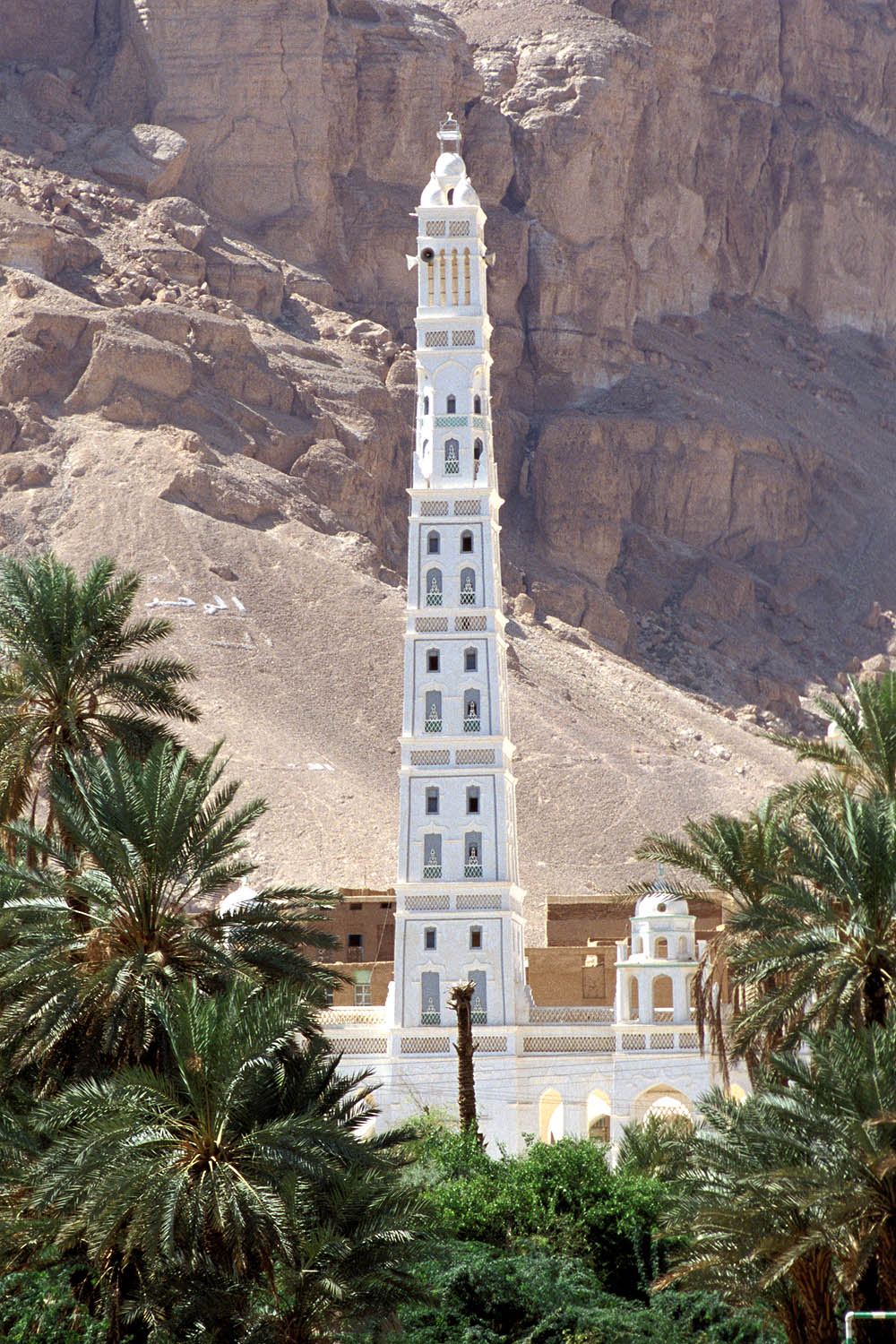
Минарет мечети Аль-Мухдхар в Тариме
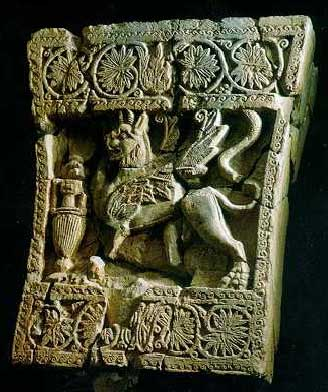
Древние скульптуры грифонов из королевского дворца в Шабве
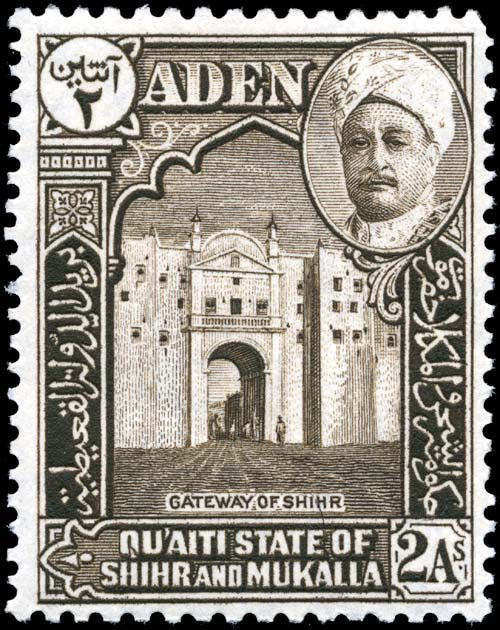
Почтовая марка 1942 года изображает султана Салех и ворота города